# Любачів (гміна, 1934—1939)
Ґміна Любачів (пол. Gmina Lubaczów) — колишня (1934—1939 рр.) сільська ґміна Любачівського повіту Львівського воєводства Польської республіки (1918—1939) рр. Центром ґміни було місто Любачів (не входило до її складу).

1 серпня 1934 р. було створено ґміну Любачів у Любачівському повіті. До неї увійшли сільські громади: Бігалі, Борхів, Діброва, Фельзендорф, Лукавець, Нова Гребля, Опака, Суха Воля, Щутків.

У середині вересня 1939 року німці окупували територію ґміни, однак вже 26 вересня 1939 року мусіли відступити, оскільки за пактом Ріббентропа-Молотова вона належала до радянської зони впливу. В червні 1941, з початком Радянсько-німецької війни, територія знову була окупована німцями. В липні 1944 року радянські війська оволоділи цією територією.
У жовтні 1944 року західні райони Львівської області віддані Польщі, а українське населення вивезено до СРСР та на понімецькі землі.